# Alectona wallichii
Alectona wallichii är en svampdjursart som beskrevs av Carter 1874. Alectona wallichii ingår i släktet Alectona och familjen Alectonidae.
Artens utbredningsområde är havet utanför Sydafrika. Inga underarter finns listade i Catalogue of Life.